# Adua et ses compagnes
Pour plus de détails, voir Fiche technique et Distribution.

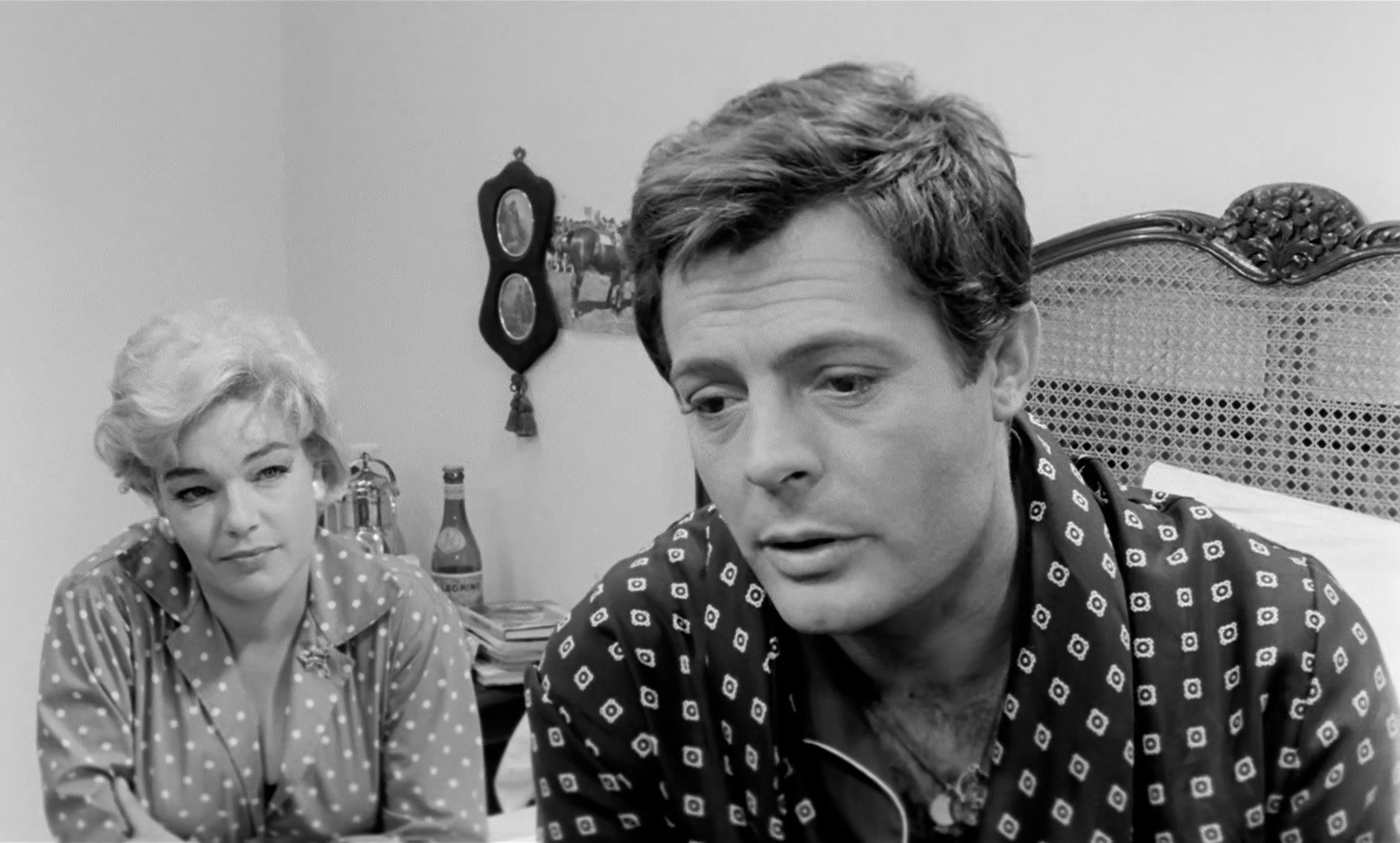
Simone Signoret et Marcello Mastroianni.

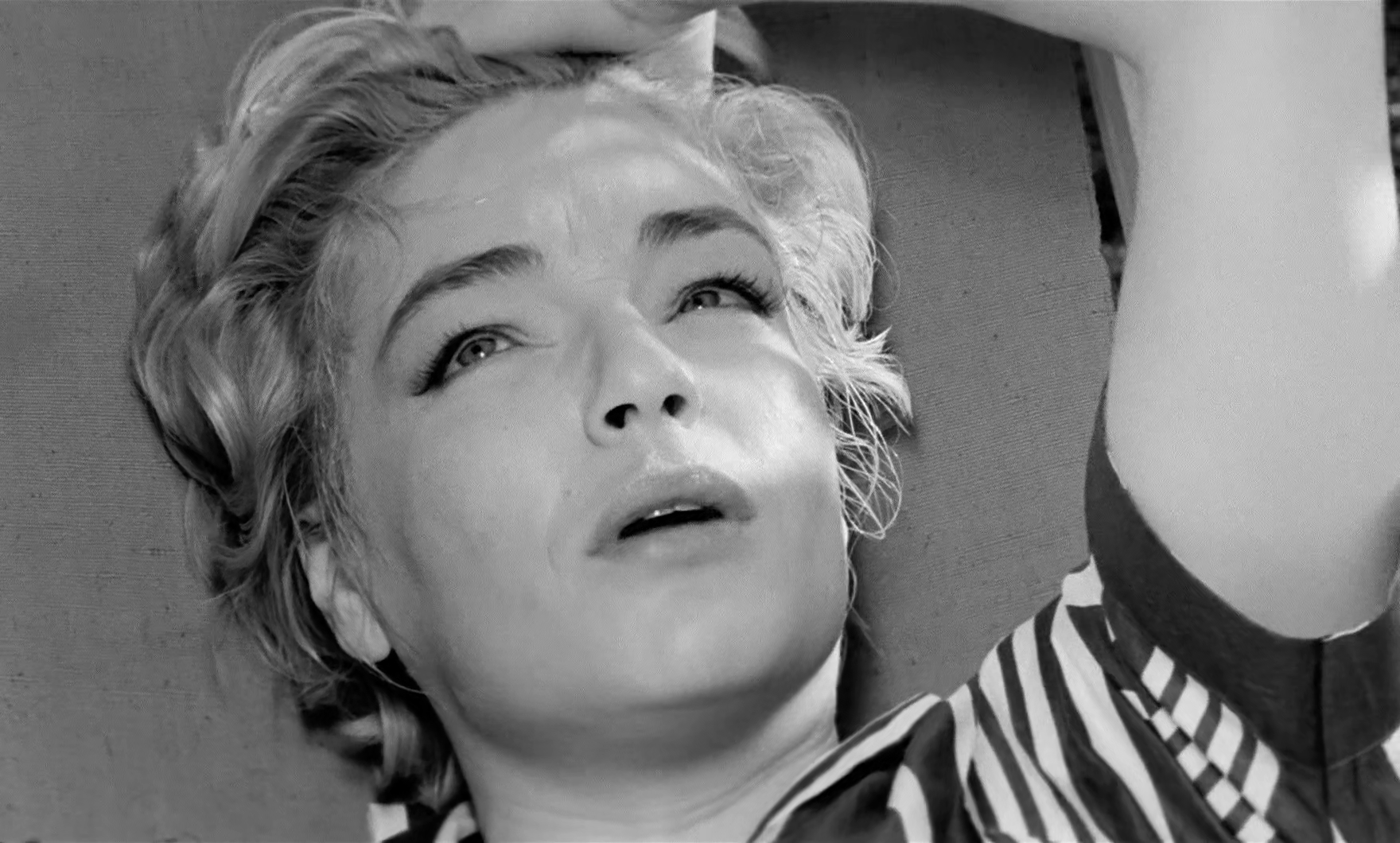
Simone Signoret.

Adua et ses compagnes (Adua e le compagne) est un film italien réalisé par Antonio Pietrangeli et sorti en 1960.

## Synopsis
Après que leur maison close a été fermée, quatre prostituées veulent s’établir à leur compte en ouvrant un restaurant en banlieue de Rome. Mais, comme elles sont fichées par la police, l'administration refuse de leur délivrer la licence adéquate. Une de leurs relations du milieu, Ercoli, prétendument « docteur », leur propose alors de résoudre leur problème en achetant le restaurant et en leur louant les locaux. Plus tard, lorsque l'affaire s'avère rentable, il se manifeste de façon autoritaire pour les faire travailler sous sa coupe.

## Fiche technique
- Titre original : Adua e le compagne
- Titre français : Adua et ses compagnes
- Titre alternatif francophone (Belgique) : L’Auberge des filles perdues
- Réalisation : Antonio Pietrangeli
- Scénario : Ruggero Maccari, Antonio Pietrangeli, Tullio Pinelli et Ettore Scola d’après une histoire de Ruggero Maccari, Antonio Pietrangeli et Ettore Scola
- Décors : Luigi Scaccianoce
- Costumes : Danilo Donati
- Photographie : Armando Nannuzzi
- Cadrage : Giuseppe Ruzzolini
- Son : Pietro Ortolani
- Montage : Eraldo Da Roma
- Musique : Piero Piccioni
- Production : Moris Ergas
- Société de production : Zebra Film (Italie)
- Sociétés de distribution : Cinédis (distributeur d'origine, France), Cineriz (Italie), Les Films du Camélia[1],[2] (France)
- Pays de production :  Italie
- Langue originale : italien
- Format : noir et blanc — 35 mm — 1,66:1 — son monophonique
- Genre : comédie dramatique
- Durée : 106 minutes
- Dates de sortie :
  - Italie : 16 septembre 1960
  - France : 5 mai 1961[1]
- Classifications et visa CNC : interdit aux –16 ans, Art et Essai, visa d'exploitation no 24414 délivré le 2 mai 1961

## Distribution
- Simone Signoret : Adua
- Sandra Milo : Lolita
- Emmanuelle Riva : Marilina
- Gina Rovere : Caterina dite « Milly »
- Claudio Gora : Ercoli
- Marcello Mastroianni : Piero Salvagni
- Domenico Modugno : lui-même
- Gianrico Tedeschi : Stefano

## Production

### Tournage
- Début des prises de vue : 4 avril 1960[1].
- Intérieurs : studios Incir-De Paolis (Rome)[1].
- Extérieurs en Italie : Rome/Latium[1].
- Simone Signoret[3] : « J'honorais un vieux contrat, toujours repoussé. Je tournais en Italie Adua et ses compagnes. Nous ne faisions pas un chef-d'œuvre. […] Je goûtais le printemps romain, les retrouvailles avec l'Europe[Note 1], les dîners avec les gens de l'équipe dans les trattoria, sous les tonnelles. Ils (les gens du film) étaient drôles, tendres, vieux comme le vieux monde et jeunes comme les jeunes filles assises en amazone à l'arrière des Lambrettas. […] Et je rejouais la comédie pour la première fois depuis deux ans. Je la rejouais dans ma langue, on me doublerait après : aucun problème linguistique. »

### BO
Musiques additionnelles :
- Più sola, paroles de Domenico Modugno/Franco Migliacci, musique et interprétation par Domenico Modugno.
- Bésame mucho, paroles et musique de Consuelo Velázquez.
- La Paloma, paroles et musique de Sebastián Iradier.
- Sleep Walk, instrumental, musique de Santo et Johnny Farina et Ann Farina.

## Accueil
Les Inrockuptibles : « Par son sujet, Adua et ses compagnes fait penser au Plaisir de Max Ophuls ou à La Rue de la honte de Kenji Mizoguchi : Adua et ses trois copines sont putes, et à la fermeture de l'établissement où elles sont employées, elles décident de se mettre à leur propre compte, à la campagne, et en ouvrant une trattoria en guise de couverture “honorable” (l'Italie des années cinquante ne badinait pas avec la morale catholique) : ce sera donc bons petits plats au rez-de-chaussée et dans le jardin, passes discrètes à l'étage. […] À travers ces quatre femmes exerçant le “plus vieux métier du monde”, Pietrangeli reste fidèle à l'essentiel de son œuvre : brosser un tableau de la condition féminine dans l'Italie de l'après-guerre en se plaçant résolument du côté des femmes, de leurs aspirations et de leurs tentatives d'émancipation. […] Chacune vit un dilemme dramatique particulier dont le point commun est la pression exercée par l'hypocrisie d'une société catholique, patriarcale et capitaliste (qui rime parfois avec mafia). Dans cette Italie-là (mais ça vaut pour d'autres pays et d'autres époques), on méprise officiellement les putes tout en ayant volontiers recours clandestinement à leurs services. Au-delà de cet aspect politique, social et sociétal, Pietrangeli s'affirmait comme un vrai bon cinéaste par la chair dont il savait nourrir ses personnages, sa façon de placer de nombreuses scènes n'obéissant pas à la progression dramaturgique mais prenant le temps de regarder vivre les protagonistes, ses doses d'humour allégeant une tonalité fondamentalement dramatique, ses plans longs, son noir-et-blanc solaire, sa délicieuse bo jazzy lounge... Passée l'étrangeté d'entendre Simone Signoret ou Emmanuelle Riva doublées en italien (elles sont toutes les deux magnifiques, de même que Sandra Milo, Gina Rovere et Marcello Mastroianni), on déguste ce film comme une savoureuse madeleine dont le goût se situe quelque part entre le drame néo-réaliste et la comédie italienne et dont le féminisme sensible revêt aujourd'hui un caractère quasi-prophétique. »

## Distinctions

### Récompense
- Festival neorealismo di Avellino 1962 : Laceno d'Oro (it) de la meilleure actrice à Gina Rovere.

### Nominations
- Mostra de Venise 1960 : sélection officielle en compétition.
- Syndicat national des journalistes cinématographiques italiens 1961 :
  - Sandra Milo nommée pour le Ruban d'argent de la meilleure actrice dans un second rôle ;
  - Danilo Donati nommé pour le Ruban d'argent des meilleurs costumes.